# Alex (televíziós sorozat)
Az Alex egy spanyol animációs sorozat, melynek minden évadának új címe van. Kifejezetten felfedezőkorú gyermekeknek szól. Magyarországon az M2 tűzi műsorra, korhatár nélküli jelöléssel, 2014-től.

## Évadok
A sorozatnak minden évadának külön címe van:
- Alex és a varázslatos gyümölcsös - Alex megismerteti a nézőket a gyümölcsöskertben termő növényekkel és eredetükkel.
- Alex a dzsungelben - Alex megismerkedik a dzsungel élővilágával.
- Alex és a hangszerek
- Alex és a tenger - Alex felkutatja a tengerek és óceánok világát.

## Cselekmény
Alex, a 6 év körüli fiú a környezetismeretről szerzett tapasztalatait bővíti kalandozás közben. A gyümölcsösben nagyanyja, a többi helyen pedig egy holografikus tudós segít neki megismerni az élővilágot. Alex öntözik, fára mászik és búvárkodik, közben megismerkedik természettel és nagy élményeket szerez.

## Szereplők
- Alex - A főszereplő, a sorozat névadója.
- Nagyanyó - Alex nagyanyja, a Varázslatos Gyümölcsösben szerepel.
- Természettudós - A Dzsungel és a Tenger évadokban Alex segít neki fényképeket szerezni, amiért cserébe a tudós elmagyarázza az aktuális állat/növény tudnivalóit.